# Vrdy
Vrdy (en allemand : Werda, Werder) est une commune du district de Kutná Hora, dans la région de Bohême-Centrale, en République tchèque. Sa population s'élevait à 3 184 habitants en 2024.

## Géographie
Vrdy se trouve à 6 km à l'est-nord-est de Čáslav, à 16 km à l'est-sud-est de Kutná Hora et à 76 km à l'est-sud-est de Prague.
La commune est limitée par Bílé Podolí au nord, par Starkoč et Vinaře à l'est, par Žleby au sud, par Čáslav à l'ouest et par Vlačice au nord-ouest.

## Histoire
La première mention écrite de la localité date de 1307.

## Administration
La commune se compose de quatre sections :
- Vrdy
- Dolní Bučice
- Horní Bučice
- Zbyslav